# Josh Key
Joshua Myles Abraham Key (Torquay, 19 novembre 1999) è un calciatore inglese, difensore dello Swansea City.

## Caratteristiche tecniche
È un terzino destro.

## Carriera
Key è cresciuto nel settore giovanile dell'Exeter City. Nel febbraio del 2018 è passato in prestito al Bideford dove ha giocato in Southern Football League fino al termine della stagione. Nel luglio seguente è passato al Tiverton Town per sei mesi, ma il 13 novembre ha fatto il suo esordio con l'Exeter nell'incontro di Football League Trophy vinto 2-0 contro il Bristol Rovers. In seguito l'accordo con il Tiverton è stato esteso fino al termine della stagione, ed anche per la prima metà di quella successiva.
A partire dalla stagione 2020-2021 è stato promosso in pianta stabile in prima squadra, diventando in breve tempo il terzino destro titolare. Ha segnato il suo primo gol nel calcio professionistico l'8 settembre 2020 in EFL Trophy contro il Forest Green e si è ripetuto 18 giorni dopo in Football League Two contro il Mansfield Town. Con i biancorossi ha giocato per tre stagioni segnando 8 reti in 148 presenze e dando un contributo determinante alla promozione in Football League One.
Il 4 luglio 2023 è stato acquistato a titolo definitivo dallo Swansea City con cui ha firmato un triennale. Ha esordito nel campionato cadetto inglese il 5 agosto nella partita pareggiata 1-1 contro il Birmingham City ed ha segnato il suo primo gol il 7 ottobre contro il Plymouth.

## Statistiche
Statistiche aggiornate al 29 dicembre 2024.

### Presenze e reti nei club
| Stagione             | Squadra              | Campionato           | Campionato | Campionato | Coppe nazionali | Coppe nazionali | Coppe nazionali | Coppe continentali | Coppe continentali | Coppe continentali | Altre coppe | Altre coppe | Altre coppe | Totale | Totale | Totale |
| Stagione             | Squadra              | Comp                 | Pres       | Reti       | Comp            | Pres            | Reti            | Comp               | Pres               | Reti               | Comp        | Pres        | Reti        | Pres   | Reti   |        |
| -------------------- | -------------------- | -------------------- | ---------- | ---------- | --------------- | --------------- | --------------- | ------------------ | ------------------ | ------------------ | ----------- | ----------- | ----------- | ------ | ------ | ------ |
| feb.-giu. 2018       | Bideford             | SFL                  | 15         | 3          | -               | -               | -               | -                  | -                  | -                  | -           | -           | -           | 15     | 3      |        |
| nov. 2018            | Exeter City          | FL2                  | 0          | 0          | FACup+CdL       | 0               | 0               | -                  | -                  | -                  | FLT         | 1           | 0           | 1      | 0      |        |
| nov.2018-giu.2019    | Tiverton Town        | SFL                  | 48         | 5          | -               | -               | -               | -                  | -                  | -                  | -           | -           | -           | 48     | 5      |        |
| set.-nov. 2019       | Exeter City          | FL2                  | 0          | 0          | FACup+CdL       | 0               | 0               | -                  | -                  | -                  | FLT         | 2           | 0           | 2      | 0      |        |
| nov.2019-feb. 2020   | Tiverton Town        | SFL                  | 19         | 6          | -               | -               | -               | -                  | -                  | -                  | -           | -           | -           | 19     | 6      |        |
| Totale Tiverton Town | Totale Tiverton Town | Totale Tiverton Town | 67         | 11         |                 | -               | -               |                    | -                  | -                  |             | -           | -           | 67     | 11     |        |
| 2020-2021            | Exeter City          | FL2                  | 43         | 1          | FACup+CdL       | 3+1             | 0               | -                  | -                  | -                  | FLT         | 1           | 1           | 48     | 2      |        |
| 2021-2022            | Exeter City          | FL2                  | 44         | 2          | FACup+CdL       | 3+0             | 0               | -                  | -                  | -                  | FLT         | 2           | 0           | 49     | 2      |        |
| 2022-2023            | Exeter City          | FL1                  | 42         | 4          | FACup+CdL       | 2+2             | 0               | -                  | -                  | -                  | FLT         | 2           | 0           | 48     | 4      |        |
| Totale Exeter City   | Totale Exeter City   | Totale Exeter City   | 129        | 7          |                 | 11              | 0               |                    | -                  | -                  |             | 8           | 1           | 148    | 8      |        |
| 2023-2024            | Swansea City         | FLC                  | 29         | 2          | FACup+CdL       | 0+2             | 0               | -                  | -                  | -                  | -           | -           | -           | 31     | 2      |        |
| 2024-2025            | Swansea City         | FLC                  | 24         | 0          | FACup+CdL       | 0+1             | 0               | -                  | -                  | -                  | -           | -           | -           | 25     | 0      |        |
| Totale Swansea City  | Totale Swansea City  | Totale Swansea City  | 53         | 2          |                 | 3               | 0               |                    | -                  | -                  |             | -           | -           | 56     | 2      |        |
| Totale carriera      | Totale carriera      | Totale carriera      | 294        | 23         |                 | 14              | 0               |                    | -                  | -                  |             | 8           | 1           | 316    | 24     |        |